# Birindji Tchayli
Birindji Tchayli est un village de la région de Şamaxı en Azerbaïdjan.

## Histoire
Le village a été créé en 1846.

## Économie
La principale occupation de la population du village est l'agriculture et l'élevage.

## Population
Selon les statistiques de 2009, la population du village est de 1685 personnes.